# Luis Duarte
Luis Emilio Duarte Villalba (Montevideo, 17 de enero de 1968) es un  exfutbolista y actual entrenador uruguayo.
Como entrenador ha logrado cuatro ascensos a la Primera División de Uruguay, con Villa Española, Miramar Misiones y El Tanque Sisley. Con este último en dos oportunidades.

## Clubes

### Como futbolista
| Club                 | País    | Año         |
| -------------------- | ------- | ----------- |
| Miramar Misiones     | Uruguay | 1986 - 1989 |
| Cerrito              | Uruguay | 1990        |
| Racing de Montevideo | Uruguay | 1990-1991   |
| Ciclista Lima        | Perú    | 1991        |
| Alianza Atlético     | Perú    | 1992        |
| Central Español      | Uruguay | 1993        |
| Cerrito              | Uruguay | 1994        |

### Como entrenador
| Club                    | País    | Año       |
| ----------------------- | ------- | --------- |
| Villa Española          | Uruguay | 2006-2008 |
| El Tanque Sisley        | Uruguay | 2009-2010 |
| Durazno                 | Uruguay | 2010-2011 |
| Huracán                 | Uruguay | 2012      |
| Miramar Misiones        | Uruguay | 2013-2014 |
| El Tanque Sisley        | Uruguay | 2016      |
| C.S.D. El Rejunte       | Uruguay | 2018      |
| Tacuarembo.F.C          | Uruguay | 2019      |
| C.S.D. Parque del Plata | Uruguay | 2020-2021 |
| Estudiantes del Plata   | Uruguay | 2022      |

## Palmarés

### Como jugador
Títulos nacionales
| Título           | Club             | País    | Año  |
| ---------------- | ---------------- | ------- | ---- |
| Segunda División | Miramar Misiones | Uruguay | 1986 |

### Como entrenador
Títulos nacionales
| Título           | Club             | País    | Año  |
| ---------------- | ---------------- | ------- | ---- |
| Segunda División | Villa Española   | Uruguay | 2008 |
| Segunda División | El Tanque Sisley | Uruguay | 2009 |
| Segunda División | Miramar Misiones | Uruguay | 2013 |
| Segunda División | El Tanque Sisley | Uruguay | 2016 |